# Liste des plus hauts bâtiments de Taïwan
Cet article concerne une liste des plus hauts bâtiments de Taïwan. Le gratte-ciel le plus haut de Taïwan est actuellement le Taipei 101 de 101 étages, qui s'élève à 509,2 mètres et a été achevé en 2004. Il a été officiellement classé comme le plus haut du monde de 2004 à 2010. Aujourd'hui, c'est toujours le plus haut bâtiment de Taïwan, 6e plus haut bâtiment d'Asie et 10e plus haut bâtiment du monde.

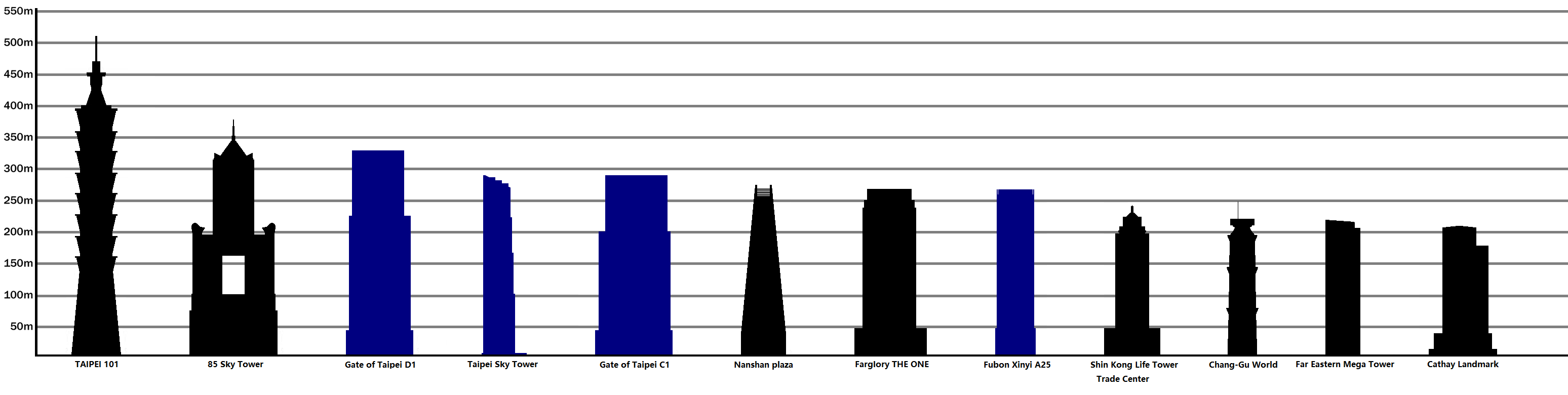
Les gratte-ciel les plus hauts de Taiwan. Les bâtiments en bleu indiquent qu'ils sont actuellement en construction.

Contrairement à d'autres pays asiatiques avec de nombreux gratte-ciel de plus de 300 mètres de hauteur, les gratte-ciel de Taïwan sont, en moyenne, relativement plus courts (à l'exception de Taipei 101). En effet, la construction est difficile car la position géographique de Taïwan est, semblable à Japon, située très près de la frontière entre la plaque eurasiatique et la plaque philippine. Donc il est souvent sujette à de nombreux séismes. Par conséquent, tous les bâtiments de plus de 50 mètres doivent être aussi antisismiques que possible et respecter de nombreuses normes structurelles strictes fixées par le gouvernement pour assurer la sécurité.
En août 2024, le site skyscrapers.tw, référence sur les gratte-ciels de Taïwan, dénombrait 632 immeubles d'au moins 100 m de hauteur dans l'île .

## Liste des plus hauts gratte-ciel de Taiwan
En décembre 2020, la liste des immeubles d'au moins 150 mètres de hauteur y est la suivante d'après Emporis, Skyscraperpage et le Council on Tall Buildings and Urban Habitat.
| Rang | Nom                                                                      | Image | Ville      | Heuteur (m) | Étages | Année | Remarques |
| ---- | ------------------------------------------------------------------------ | ----- | ---------- | ----------- | ------ | ----- | --------- |
| 1    | Taipei 101 (臺北101)                                                     |       | Taipei     | 509,2       | 101    | 2004  | [ 4 ]     |
| 2    | Tuntex Sky Tower (高雄85大樓)                                            |       | Kaohsiung  | 347,5       | 85     | 1997  | [ 5 ]     |
| 3    | Nan Shan Plaza (臺北南山廣場)                                            |       | Taipei     | 272         | 48     | 2018  | [ 6 ]     |
| 4    | Farglory THE ONE (遠雄THE ONE)                                           |       | Kaohsiung  | 268,6       | 70     | 2019  | [ 7 ]     |
| 5    | Fubon Group Xinyi Headquarters (富邦信義A25總部)                         |       | Taipei     | 266,3       | 56     | 2021  | [ 8 ]     |
| 6    | Shin Kong Life Tower (新光人壽保險大樓)                                  |       | Taipei     | 244,8       | 51     | 1993  | [ 9 ]     |
| 7    | Chang-Gu World Trade Center (長谷世貿大樓)                               |       | Kaohsiung  | 222         | 50     | 1992  | [ 10 ]    |
| 8    | Far Eastern Banqiao Tower (板橋大遠百二期辦公大樓)                       |       | New Taipei | 213         | 50     | 2013  | [ 11 ]    |
| 9    | Cathay Landmark (國泰置地廣場)                                           |       | Taipei     | 212         | 46     | 2015  | [ 12 ]    |
| 10   | Farglory Financial Center (遠雄金融中心)                                 |       | Taipei     | 208         | 32     | 2012  | [ 13 ]    |
| 11   | The Landmark (Taichung) (聯聚中雍大廈)                                   |       | Taichung   | 192         | 39     | 2018  | [ 14 ]    |
| 11=  | Shr-Hwa International Tower (世華國際大樓)                               |       | Taichung   | 192         | 47     | 2004  | [ 15 ]    |
| 13   | Neo Sky Dome Tower B (新巨蛋B)                                           |       | New Taipei | 188         | 46     | 2010  | [ 16 ]    |
| 14   | Grand Hi-Lai Hotel (漢來新世界中心)                                      |       | Kaohsiung  | 186         | 42     | 1995  | [ 17 ]    |
| 15   | Farglory 95rich (遠雄九五)                                               |       | New Taipei | 184         | 42     | 2017  | [ 18 ]    |
| 16   | Chicony Electronics Headquarters (群光電子總部大樓)                      |       | New Taipei | 181         | 39     | 2014  | [ 19 ]    |
| 17   | Hongwell i-Tower (宏匯i-Tower)                                           |       | New Taipei | 180,6       | 39     | 2021  | [ 20 ]    |
| 18   | Bank of Pansin Headquarters Tower 1 (板信雙子星花園廣場)                 |       | New Taipei | 180         | 34     | 2010  | [ 21 ]    |
| 19   | Le Méridien Taichung (臺中李方艾美酒店)                                  |       | Taichung   | 178         | 22     | 1999  | [ 22 ]    |
| 19=  | Neo Sky Dome Tower C (新巨蛋C)                                           |       | New Taipei | 178         | 43     | 2010  | [ 16 ]    |
| 19=  | Neo Sky Dome Tower D (新巨蛋D)                                           |       | New Taipei | 178         | 43     | 2010  | [ 16 ]    |
| 22   | Guo-Yan Building BC (國揚國硯)                                           |       | Kaohsiung  | 171         | 41     | 2013  | [ 23 ]    |
| 23   | Asia-Pacific Financial Plaza (宏總亞太財經廣場)                          |       | Kaohsiung  | 169,8       | 42     | 1992  | [ 24 ]    |
| 24   | Global Strategy Center (豐邑A8市政核心)                                  |       | Taichung   | 169,5       | 38     | 2015  | [ 25 ]    |
| 25   | City Center Plaza (豐邑市政都心廣場)                                     |       | Taichung   | 168         | 38     | 2010  | [ 26 ]    |
| 26   | National Trade Center (NTC國家商貿中心)                                  |       | Taichung   | 165,65      | 35     | 2018  | [ 27 ]    |
| 27   | Fu Yu Oriental Crown (富宇東方之冠)                                      |       | Taichung   | 165         | 38     | 2014  | [ 28 ]    |
| 28   | Far Eastern Plaza Tower 1 (遠企中心)                                     |       | Taipei     | 164,7       | 41     | 1994  | [ 29 ]    |
| 28=  | Far Eastern Plaza Tower 2 (遠企中心)                                     |       | Taipei     | 164,7       | 41     | 1994  | [ 30 ]    |
| 30   | Taichung Condominium Tower (富邦新市政)                                  |       | Taichung   | 164         | 41     | 2019  | [ 31 ]    |
| 31   | Treasure Garden (大陸宝格)                                               |       | Taichung   | 160         | 39     | 2015  | [ 32 ]    |
| 32   | Pao Huei Solitaire (寶輝秋紅谷)                                          |       | Taichung   | 160,98      | 41     | 2015  | [ 33 ]    |
| 33   | Sunland 41 A (森聯摩天41 A棟)                                            |       | New Taipei | 160,8       | 41     | 2020  |           |
| 33=  | Sunland 41 B (森聯摩天41 B棟)                                            |       | New Taipei | 160,8       | 41     | 2020  |           |
| 35   | The Crystal Palace(Tamsui) (淡水水立方)                                  |       | New Taipei | 160,6       | 41     | 2013  | [ 34 ]    |
| 36   | Linden Hotel (寒軒國際大飯店)                                            |       | Kaohsiung  | 160,3       | 42     | 1994  | [ 35 ]    |
| 37   | Yihwa International Residential Tower A (宜華國際飯店住宅A)              |       | Taipei     | 160         | 45     | 2014  | [ 36 ]    |
| 37=  | Yihwa International Residential Tower B (宜華國際飯店住宅B)              |       | Taipei     | 160         | 45     | 2014  | [ 37 ]    |
| 37=  | Farglory U-Town (汐止遠雄U-TOWN) Tower B                                 |       | New Taipei | 160         | 37     | 2014  | [ 38 ]    |
| 37=  | Farglory U-Town (汐止遠雄U-TOWN) Tower C                                 |       | New Taipei | 160         | 37     | 2014  | [ 39 ]    |
| 37=  | Long-Bang World Trade Building 1 (龍邦世貿大廈)                          |       | Taichung   | 160         | 37     | 1993  | [ 40 ]    |
| 37=  | Long-Bang World Trade Building 2 (龍邦世貿大廈)                          |       | Taichung   | 160         | 37     | 1993  | [ 41 ]    |
| 43   | Ding Sheng BHW Taiwan Central Plaza (興富發鼎盛BHW)                      |       | Taichung   | 159         | 36     | 2014  | [ 42 ]    |
| 44   | Royal Landmark Tower (總太東方帝國)                                      |       | Taichung   | 158         | 39     | 2010  | [ 43 ]    |
| 44=  | Taichung Bulding 1 (大安國王大樓)                                        |       | Taichung   | 158         | 42     | 1993  | [ 44 ]    |
| 44=  | Taichung Bulding 2 (大安國際大樓)                                        |       | Taichung   | 158         | 42     | 1997  | [ 45 ]    |
| 47   | Savoy Palace (聯聚保和大廈)                                              |       | Taichung   | 157         | 39     | 2017  | [ 46 ]    |
| 48   | Huaku Sky Garden (華固天鑄)                                              |       | Taipei     | 156,7       | 38     | 2016  | [ 47 ]    |
| 49   | Kaohsiung Marriott Hotel (高雄萬豪酒店)                                  |       | Kaohsiung  | 156         | 31     | 2019  | [ 48 ]    |
| 50   | Neo Sky Dome Tower A (新巨蛋A)                                           |       | New Taipei | 155,85      | 40     | 2010  | [ 16 ]    |
| 51   | Fubon Sky Tree (富邦天空樹)                                              |       | Taichung   | 155,3       | 40     | 2016  | [ 49 ]    |
| 52   | Hua Nan Bank World Trade Building (華南銀行總行世貿大樓)                 |       | Taipei     | 154,5       | 27     | 2014  | [ 50 ]    |
| 53   | President Enterprise Corporation Tower (統一國際大樓)                    |       | Taipei     | 154         | 37     | 2004  | [ 51 ]    |
| 53=  | King's Residence (京城京城)                                              |       | Kaohsiung  | 154         | 36     | 2015  | [ 52 ]    |
| 55   | ChungYuet Royal Landmark A (中悅一品二期1)                               |       | Taoyuan    | 153,28      | 38     | 2012  | [ 53 ]    |
| 55=  | ChungYuet Royal Landmark B (中悅一品二期2)                               |       | Taoyuan    | 153,28      | 38     | 2012  | [ 54 ]    |
| 55=  | ChungYuet Royal Landmark C (中悅一品二期3)                               |       | Taoyuan    | 153,28      | 38     | 2012  | [ 55 ]    |
| 58   | Kee Tai Zhongxiao (基泰忠孝)                                             |       | Taipei     | 153         | 37     | 2018  |           |
| 59   | Shangri-La's Far Eastern Plaza Hotel Tainan (香格里拉臺南遠東國際大飯店) |       | Tainan     | 152         | 38     | 1993  | [ 56 ]    |
| 59=  | Fountain Palace (聯聚方庭大廈)                                           |       | Taichung   | 152         | 39     | 2010  | [ 57 ]    |
| 61   | Farglory U-TOWN (汐止遠雄U-TOWN) Tower A                                 |       | New Taipei | 151,8       | 35     | 2014  | [ 58 ]    |
| 61=  | Farglory U-TOWN (汐止遠雄U-TOWN) Tower D                                 |       | New Taipei | 151,8       | 35     | 2014  | [ 59 ]    |
| 63   | W Hotel Taipei (市府轉運站)                                              |       | Taipei     | 151         | 31     | 2010  | [ 60 ]    |
| 63=  | Ta Ann King Building (大安國王大樓)                                      |       | Taichung   | 151         | 45     | 1995  | [ 61 ]    |
| 63=  | Tuntex Highrise Building (摩天東帝市)                                    |       | Taichung   | 151         | 42     | 1998  | [ 62 ]    |
| 66   | Chungyuet World Center (中悅世界中心)                                    |       | Taoyuan    | 150,1       | 32     | 2012  | [ 63 ]    |
| 67   | Yihwa International Hotel (宜華國際飯店)                                 |       | Taipei     | 150         | 42     | 2014  | [ 64 ]    |
| 67=  | Blue Ocean (藍海高樓)                                                    |       | Taipei     | 150         | 42     | 2010  | [ 65 ]    |
| 67=  | Highwealth - City of Leadership A (興富發華人匯 A棟)                     |       | Kaohsiung  | 150         | 38     | 2016  | [ 66 ]    |
| 67=  | Highwealth - City of Leadership B (興富發華人匯 B棟)                     |       | Kaohsiung  | 150         | 38     | 2016  | [ 67 ]    |

## Chronologie des bâtiments les plus hauts à Taïwan
| Nom                                               | Image | Villes    | Période                        | Hauteur (m) | Étages | Référence |
| ------------------------------------------------- | ----- | --------- | ------------------------------ | ----------- | ------ | --------- |
| Palais présidentiel de Taipei (中華民國總統府)    |       | Taipei    | 1919 - 1971                    | 60          | 9      | [ 68 ]    |
| Hilton Worldwide Taipei (臺北希爾頓大飯店)        |       | Taipei    | 1972 - 10 octobre 1973         | 71          | 20     | [ 69 ]    |
| Grand Hotel (圓山大飯店)                          |       | Taipei    | 10 octobre 1973 – 1981         | 87          | 12     | [ 70 ]    |
| First Commercial Bank Building (第一銀行總行大樓) |       | Taipei    | 1981 – 1983                    | 87,7        | 22     | [ 71 ]    |
| Taiwan Power Building (台電大樓)                  |       | Taipei    | 1983 – 1988                    | 127         | 27     | [ 72 ]    |
| International Trade Building (國貿大樓)           |       | Taipei    | 1988 – 1990                    | 142,6       | 34     | [ 73 ]    |
| Tuntex Tower (敦南東帝士大樓)                     |       | Taipei    | 1990 – 1992                    | 143,4       | 38     | [ 74 ]    |
| Asia-Pacific Financial Plaza (宏總亞太財經廣場)   |       | Kaohsiung | 1992 – 1993                    | 169,8       | 42     | [ 75 ]    |
| Chang-Gu World Trade Center (長谷世貿大樓)        |       | Kaohsiung | 20 February - 21 December 1993 | 222         | 50     | [ 76 ]    |
| Shin Kong Life Tower (新光人壽保險大樓)           |       | Taipei    | 21 December 1993 – 1997        | 244,8       | 51     | [ 77 ]    |
| Tuntex Sky Tower (高雄85大樓)                     |       | Kaohsiung | 1997 – 2004                    | 347,5       | 85     | [ 78 ]    |
| Taipei 101 (臺北101)                              |       | Taipei    | 2004 – présent                 | 509,2       | 101    | [ 79 ]    |